# 인도네시아 국제 모터쇼
인도네시아 국제 모터쇼는 매년 인도네시아 자카르타에서 개최되는 모터쇼이다. 2007년 제15회째를 맞이하고 있다.
GAIKINDO 오토 엑스포(Gaikindo Auto Expo)라는 이름으로 13회를 개최해오다 2006년 인도네시아 국제 모터쇼라고 이름을 바꾸었다.

## 비전
최근 이루어진 이노베이션을 공개함으로써 세계 자동차 산업에서의 인도네시아의 위치를 다시 한 번 강조하고, 새로운 사업 기회를 모색 및 제공함으로써, 인도네시아 자동차 업계의 발전을 위한 역할 뿐만 아니라 인도네시아 경제 발전을 위한 역할을 수행하는 것을 주요 목적으로 하고 있다.

## 2007년
2007년 7월 20일부터 29일까지 자카르타 컨벤션 센터(Jakarta Convention Center)에서 개최될 예정이다.

### 이벤트
다음과 같은 이벤트가 개최될 예정이다.
1. 제3회 자동차 디자인 경연
2. 베스트 스탠드(심사위원 선정)
3. 인기 스탠드(방문객 선정)
4. 베스트 카
5. 미스 모터쇼 2007
6. 출품자의 밤(Exhibitor's Nite)

## 주최
- GAIKINDO (Gabungan Industri Kendaraan Bermotor Indonesia)

## 조직
- 드얀드라 (PT. Dyandra Promosindo)